# Артюр дьо Ришмон
Артюр дьо Ришмон (Arthur de Richemont) (24 август 1393 – 26 декември 1458), известен и като Артюр ІІІ, херцог на Бретан, е френски аристократ и военачалник от късното средновековие. Той принадлежи на рода Монфор, който надвива с английска подкрепа по време на Войната за бретанското наследство, но в заключителните етапи на Стогодишната война е конетабъл на Франция и има важна роля за нейната окончателна победа.

## Ранни години
Той е трети син на херцог Жан ІV (известен и като Жан V), от когото наследява само английската му титла граф на Ричмънд. Тъй като в началото на живота му не изглежда възможно да се добере един ден до престола, той се отдава на военна кариера. Пленен в битката при Азенкур (1415), той остава пет години в Англия. Крал Хенри V го освобождава при подписването на договора от Троа, за да убеди бретанците да се присъединят към него. Действително, за известно време Артюр дьо Ришмон става привърженик на сближаване с Англия и на Ланкастърската династия. От 1423 е женен за Маргьорит – сестра на бургундския херцог Филип Добрия, който също е английски съюзник. Постъпва под командването на Джон ъф Бедфорд, брат на Хенри V и регент на малкия му син след 1422 г. Джон обаче се съмнява в лоялността му и му отказва високи командни постове. В началото на 1425 г. Артюр скъсва с англичаните и минава на страната на Дофина, бъдещият Шарл VII, който символизира съпротивата срещу английското присъствие. И така, още същата година той става конетабъл на Франция.

## Участие в Стогодишната война
Веднъж минал на френска страна, Артюр дьо Ришмон убеждава брат си, бретанския херцог Жан VI, да изостави съюза с Англия. С голямо желание предлага да се организират акции против позициите на регента Джон, та се налага Шарл VІІ да го укротява. Скоро конетабълът изпада в немилост, отстранен от двора от кралския фаворит Жорж дьо Ла Тремой. Когато се появява Жана д'Арк, на собствена глава се присъединява към нея и Жан дьо Дюноа и участва в кампанията по прочистване долината на Лоара и в битката при Патé. Въпреки симпатиите, които селската девойка изпитва към него, кралят все още е резервиран и не го допуска на коронацията си в Реймс през есента на 1428 г.
Най-после Ла Тремой е отстранен и през юни 1433 г. Артюр дьо Ришмон става най-важна фигура в правителството. Той предлага да се сложи край на войната с Бургундия и договаря мира в Арас (1435). През април 1436 г. тъкмо той има честта пръв да влезе в Париж и да изчисти администрацията от англо-бургундските привърженици. През 1439 – 1440 г. подкрепя краля по време на аристократичния бунт Прагерия, после прочиства околностите на Париж от останалите шайки от английски рутиери (наемни бандити). След примирието в Тур (1444) съдейства на краля за военните реформи, които правят френската армия далеч по-силна от английската. Най-големият му триумф е победата при Формини през април 1450 г., когато тъкмо неговата поява накланя везните на френска страна. След това участва в обсадите на последните нормандски крепости Кан и Шербур.

## Херцог на Бретан
През 1457 г. ненадейната смърт на неговия племенник Пиер ІІ му открива пътя към трона на Бретан. По това време той вече е на преклонна възраст и единствената му задача е да осигури безпроблемно преминаване на наследството у другия му племенник Франсоа ІІ. Остава херцог малко повече от година.

## Семейство
Артюр дьо Ришмон се жени три пъти:
- за Маргьорит Бургундска (1393 – 1442), най-голяма дъщеря на херцог Жан Безстрашни; сватбата е през 1423 г., а преди това е била съпруга на престолонаследника Луи (по-голям брат на Шарл VІІ);
- за Жана д'Албре, дъщеря на Шарл ІІ дьо Дрьо; сватбата е през 1442, а тя умира през 1444 г.
- за Катрин дьо Люксембург, дъщеря на Пиер дьо Люксембург, граф на Сен-Пол; сватбата е през 1445, а тя умира през 1492 г.

От браковете си той няма деца, но има извънбрачна дъщеря Жаклин, която признава през 1443 г.